# Christoph Benke
Christoph Benke (* 1956 in Wien) ist ein österreichischer römisch-katholischer Priester, Theologe und Hochschuldozent.

## Leben
Der dritte Sohn von Alexander († 1997; Arzt) und Gertrude (* 1928; Krankenschwester, Haushalt) Benke legte im Mai 1974 die Matura am 1. Bundesgymnasium Wien II, Zirkusgasse 48 (humanistischer Zweig). Von 1974 bis 1975 leistete er den Präsenzdienst beim Österreichischen Bundesheer. Von 1975 bis 1981 studierte er katholische Theologie an der Kath.-Theol. Fakultät der Universität Wien und der Universität Tübingen. Ins Wiener Priesterseminar trat er 1979 ein. Von 1981 bis 1983 machte er ein Pfarrpraktikum und war als Diakon in der Pfarrkirche Kagraner Anger. 
Nach der Priesterweihe 1983 war er von 1983 bis 1987 Kaplan in der Pfarre Zur Hl. Familie (1100 Wien). Von 1987 bis 1990 machte er ein Doktoratsstudium in Freiburg im Breisgau bei Gisbert Greshake (Dogmatische Theologie). Von 1990 bis 1998 Moderator der Pfarre Kalksburg. Er hält Vorlesungen bei den Wiener Theologischen Kursen. Seit Herbst 1998 ist er geistlicher Leiter des Zentrums der Erzdiözese Wien für Theologiestudierende (1010 Wien). Von 1993 bis 2004 war er Lektor für Spirituelle Theologie an der Kath.-Theol. Fakultät der Universität Wien und der Universität Salzburg. Nach der Habilitation an der Kath.-Theol. Fakultät der Universität Wien im Fach Dogmatische Theologie (Dezember 2001) lehrt er seit dem 1. Oktober 2008 als Dozent für Spirituelle Theologie an der PTH St. Pölten.

## Schriften (Auswahl)
- Unterscheidung der Geister bei Bernhard von Clairvaux (= Studien zur systematischen und spirituellen Theologie. Band 4). Echter, Würzburg 1991, ISBN 3-429-01366-6 (zugleich Dissertation, Freiburg im Breisgau 1990).
- An den Quellen des Lebens. Exerzitien für den Alltag. Echter, Würzburg 1998, ISBN 3-429-01985-0.
- Die Gabe der Tränen. Zur Tradition und Theologie eines vergessenen Kapitels der Glaubensgeschichte (= Studien zur systematischen und spirituellen Theologie. Band 35). Echter, Würzburg 2002, ISBN 3-429-02416-1 (zugleich Habilitationsschrift, Wien 2001).
- Sehnsucht nach Spiritualität (= Ignatianische Impulse. Band 20). Echter, Würzburg 2007, ISBN 3-429-02875-2.
  - Joanna Procek (Übersetzerin): Tęsknota za duchowością. Wydawn. Homo Dei, Krakau 2009, ISBN 978-83-60998-56-4.
- Kleine Geschichte der christlichen Spiritualität. Herder, Freiburg im Breisgau/Basel/Wien 2007, ISBN 3-451-29608-X.
  - Ryszard Zajączkowsk (Übersetzer): Historia duchowości chrześcijańskiej w zarysie. Jedność, Kielce 2009, ISBN 83-7442-708-6.
  - Robert Vukoja (Übersetzer): Mala povijest kršćanske duhovnosti (= Metanoja. Band 196). Kršćanska Sadašnjost, Zagreb 2012, ISBN 978-953-11-0712-9.
- Gott ist nicht kleinlich. Über das christliche Maß (= Ignatianische Impulse. Band 41). Echter, Würzburg 2009, ISBN 978-3-429-03248-7.
- Mit Gott an einem Tisch. Kommunion als Leitmotiv christlicher Spiritualität. Tyrolia-Verlag, Innsbruck/Wien 2013, ISBN 3-7022-3286-9.
- In der Nachfolge Jesu. Geschichte der christlichen Spiritualität. Herder, Freiburg i. Br. 2018. (2019 in italienischer Übersetzung)
- (Hrsg.): Gott im Antlitz des Anderen. Die Spiritualität der Mönche von Tibhirine (Studien zur Theologie der Spiritualität, Bd. 4) [Online-Publ., März 2021]  Weblinks